# Pierre-Marie Irland de Bazoges
Pierre-Marie Irland de Bazoges est un homme politique français né le 8 avril 1750 à Poitiers (Vienne) et décédé le 7 janvier 1818 au même lieu.
Issu d'une famille écossaise établie dans le Poitou au XVIe siècle, il est lieutenant général du présidial de Poitiers et député suppléant de la noblesse aux États généraux de 1789. Il est admis à siéger le 28 août 1789. Il devient président de chambre à la cour d'appel de Poitiers sous le Premier Empire.

## Sources
- « Pierre-Marie Irland de Bazoges », dans Adolphe Robert et Gaston Cougny, Dictionnaire des parlementaires français, Edgar Bourloton, 1889-1891 [détail de l’édition]